# Estação Schuman
Schuman é uma estação das linhas 1 e 5 (antigas 1A e 1B) do Metropolitano de Bruxelas. O seu nome homenageia Robert Schuman, um dos maiores impulsionadores da Comunidade Económica Europeia depois da Segunda Guerra Mundial.